# Dallas : Le Retour de J.R.
Pour plus de détails, voir Fiche technique et Distribution.
Dallas : Le Retour de J.R. est un téléfilm américain sorti en 1996. C'est le premier des deux téléfilms de Dallas, produits après l'arrêt de la série en 1991.

## Résumé
Le cliffhanger final de la série Dallas est résolu dans les premières minutes du film. Le coup de feu tiré par J.R. Ewing (Larry Hagman) était vers le miroir, pas vers lui-même.
Plusieurs années plus tard, J.R. est en Europe, pendant que Bobby Ewing (Patrick Duffy) vit seul à Southfork avec son fils Christopher (Christopher Demetral), retiré du monde du pétrole, et Cliff Barnes (Ken Kercheval) est maintenant propriétaire des Pétroles Ewing, savourant le fait d'avoir finalement battu J.R.
Cependant, les choses ne sont pas aussi faciles qu'elles le semblent. Bobby, conscient du fait que Southfork est maintenant presque vide, envisage de le vendre. Pendant ce temps, Cliff, las du marché du pétrole, décide qu'après tous les troubles que lui et J.R. ont traversé à cause de leur rivalité, il souhaite essayer de récupérer tout ce qu'il y a perdu. Cliff conclut que le meilleur moyen d'y arriver est de vendre les Pétroles Ewing à la WestStar, un conglomérat pétrolier géant dirigé par un autre ennemi de J.R. : Carter McKay (George Kennedy). McKay promet que la WestStar va incorporer les avoirs des pétroles Ewing dans sa société et que les pétroles Ewing cesseront d'exister. J.R. l'apprend et décide d'essayer de reprendre son pouvoir. Il fait appel à Bobby pour reprendre les affaires ensemble et racheter les pétroles Ewing mais il est repoussé. J.R. s'arrange pour qu'Afton (Audrey Landers) soit mise dans un sanitarium pour que Cliff ne puisse pas la trouver.
Après une visite surprise aux pétroles Ewing où il nargue un Cliff secoué, J.R. apprend une clause dans le testament de Jock Ewing où Jock laisse au fils de J.R., John Ross (Omri Katz), des actions dans la compagnie informatique Cyberbyte, qui ont maintenant une valeur de 200 millions de dollar. La clause stipule que John Ross ne pourra les recevoir qu'après la mort de son père. Cependant, puisque John Ross vit en Europe et ne connaît pas son héritage, J.R. décide de vendre quelques actions et d'acheter des parts pour prendre possession de WestStar. Il vend le portefeuille d'actions et achète une part majoritaire aux pétroles WestStar. Pour cacher ses tractations, J.R. rachète les actions et rétablit la clause, prétendant que si quelqu'un apprenait l'incident, il déclarerait qu'elles avaient été versées à John Ross Ewing Jr. (J.R.) au lieu de son fils John Ross Ewing III dans une erreur notariale.
Pour le mettre en pratique, il simule sa mort dans un accident de voiture et fait en sorte que son avocat mette "accidentellement" les parts sur son nom plutôt que sur celui de son fils. Pensant que J.R. est mort, Bobby organise un service commémoratif, avec John Ross et Sue Ellen (Linda Gray) et Cliff dans une célébration silencieuse, croyant qu'il a gagné l'ultime victoire sur J.R... jusqu'à ce que J.R. retourne à Southfork. Il prétend qu'il a été enlevé et qu'il s'est échappé. Sly est dégoûtée et démissionne de son poste d'assistante de J.R.
Dans les derniers moments du film, J.R. est l'actionnaire majoritaire de la WestStar et utilise cette influence pour forcer McKay à refuser le rachat des pétroles Ewing. McKay dit que Cliff a déjà vendu les pétroles Ewing à quelqu'un d'autre. Après avoir reçu une lettre l'informant de la localisation de sa fille, Cliff décide que trouver sa famille est plus important que battre J.R., mais Bobby imagine une façon pour lui d'avoir les deux, et il rachète les pétroles Ewing. Bobby réalise plus tard qu'il a été manipulé pour retourner dans le monde du pétrole par J.R. qui savait que ça le forcerait à ne pas vendre. J.R. manœuvre le conseil d'administration pour retirer McKay comme PDG de WestStar et pour prendre lui-même la place.
Un Bobby malheureux vend la moitié de l'entreprise à sa nouvelle partenaire, Sue Ellen Ewing. J.R. est choqué et dévasté. Bobby, Sue Ellen et Cliff croient qu'ils ont leurré J.R. Une Sly (Deborah Rennard) saoule et amère a averti Sue Ellen que J.R. a simulé sa propre mort. Sue Ellen l'avait suspecté depuis le début et n'est ni surprise ni même en colère mais pense que J.R. a besoin qu'on lui donne une leçon. Cliff, pendant ce temps, accueille Afton et leur fille Pamela (Deborah Kellner) en dehors du sanitarium après qu'Afton a été relâchée et ils s'en vont pour former une famille.
Dans la dernière scène, John Ross demande à J.R. pourquoi il est souriant alors qu'il a perdu les pétroles Ewing au profit de Bobby et Sue Ellen. J.R. indique que Bobby est de retour dans le marché de pétrole et ne vendra plus Southfork. Les pétroles Ewing sont de retour dans les mains des Ewing alors que J.R. est maintenant PDG aux pétroles WestStar. Sue Ellen est de retour à Southfork pour y vivre, et John Ross restera à Dallas pour apprendre les affaires avec J.R. John Ross réalise que son père avait tout planifié pour aboutir à cette situation. Les derniers mots de J.R. sont : "Tu vois, John Ross ? Tu es déjà en train d'apprendre."

## Audience
Dallas : Le Retour de J.R. a été un succès d'audience pour CBS, et s'est classé 14e pour la semaine où il a été diffusé, avec 13,4 % des téléspectateurs. Ce succès a encouragé Warner Bros. à produire un téléfilm de réunion pour le spin-off de Dallas Côte Ouest en 1997. Un deuxième téléfilm Dallas, La Guerre des Ewing, a été produit en 1998.

## Continuité
Comme pour La Guerre des Ewing (1998), les événements du Retour de J.R. sont ignorés dans le reboot de la série qui a été diffusé sur TNT à partir de 2012.

## Distribution
Avec dans l'ordre alphabétique
- Rosalind Allen : Julia Cunningham
- Christopher Demetral : Christopher Ewing
- Patrick Duffy : Bobby Ewing
- Linda Gray : Sue Ellen Ewing
- Larry Hagman : J.R. Ewing
- Omri Katz : John Ross Ewing III
- Deborah Kellner : Pamela Rebecca Cooper
- George Kennedy : Carter McKay
- Ken Kercheval : Cliff Barnes
- Audrey Landers : Afton Cooper
- Tracy Scoggins : Anita Smithfield

Invités
- Deborah Rennard : Sly Lovegren
- Buck Taylor : Steve Grisham
- George O. Petrie : Harv Smithfield

## Sortie DVD
Warner Home Video a édité Dallas : Le Retour de J.R. en DVD le 12 avril 2011 comme partie de Dallas: The Movie Collection.

## Source de la traduction
- (en) Cet article est partiellement ou en totalité issu de l’article de Wikipédia en anglais intitulé « Dallas: J.R. Returns » (voir la liste des auteurs).